# Ніколенко Микола Леонідович
Мико́ла Леоні́дович Ніко́ленко (1986—2014) — старшина, Державна прикордонна служба України, учасник російсько-української війни.

## Життєпис
Народився 1986 року в селі Білоярівка (Амвросіївський район, Донецька область). В юному віці залишився круглим сиротою; все своє життя усього досягав самостійно. 2006 року закінчив Амвросіївський професійний ліцей — за спеціальністю тракторист-машиніст сільськогосподарського виробництва, слюсар з ремонту сільськогосподарських машин та устаткування, водій автотранспортних засобів. Пройшов строкову службу в Збройних Силах України, 2008 року продовжив військову службу за контрактом у Донецькому прикордонному загоні. Закінчив 2009 року навчання в Кінологічному навчальному центрі Державної прикордонної служби України.
Інспектор прикордонної служби групи інспекторів прикордонної служби, місце дислокації Василівка відділу прикордонної служби «Амвросіївка» Донецького прикордонного загону.
Загинув 23 серпня 2014 року під час бойового зіткнення підрозділів ЗСУ, територіальної оборони та ДПСУ з озброєними особами поблизу Лисичого Амвросіївського району. Знищено вантажний автомобіль КамАЗ із терористами та 2 КамАЗи зі зброєю й боєприпасами — рухалися колоною у супроводі двох БТРів з боку Російської Федерації до воюючих бойовиків. Тоді ж поліг Олексій Васильченко.
Похований у селі Успенка (Амвросіївський район, Донецька область).

## Нагороди та вшанування
- 8 вересня 2014 року — за особисту мужність і героїзм, виявлені у захисті державного суверенітету та територіальної цілісності України, вірність військовій присязі під час російсько-української війни, відзначений — нагороджений орденом «За мужність» III ступеня (посмертно).
- Його портрет розміщений на меморіалі «Стіна пам'яті полеглих за Україну» в Києві: секція 3, ряд 7, місце 8
- Вшановується 23 серпня на щоденному ранковому церемоніалі вшанування українських захисників, які загинули цього дня в різні роки внаслідок російської збройної агресії[1]